# Midland Group
Il Midland Group è una holding internazionale canadese, di scambi e investimenti. Il gruppo possiede una serie di filiali nei settori dell'agricoltura, manufatturiero, immobiliare, marittimo e siderurgico, principalmente nei paesi dell'ex-Unione Sovietica come Ucraina e Armenia, ma il gruppo è presente in 34 paesi in tutto il mondo. È controllato dall'uomo affari di nazionalità canadese ma di origine russa Alex Shnaider e dall'ucraino naturalizzato inglese Eduard Shifrin
Il gruppo ha quartier generale a Toronto e sede legale nel paradiso fiscale di Guernsey, ed è salito all'attenzione del grande pubblico con l'acquisto alla fine del 2004 della scuderia di Formula 1 Jordan Grand Prix

## Storia
Nel 1994, Alex Shnaider ha co-fondato Midland Group, originariamente società commerciante di acciaio, con l'ex socio in affari Eduard Shifrin. L'azienda operava in Ucraina prima che le acciaierie di proprietà del governo fossero privatizzate. Inizialmente agiva come agente di vendita e fattore per alcune società di proprietà statale. Nel 1999, Midland Resources ha iniziato ad acquistare azioni dell'acciaieria di Zaporizhstal. Nel 2001, il consorzio di Shnaider aveva acquistato il 93% dell'acciaieria per 70 milioni di dollari.
Secondo i Panama Papers, nel 2010, Shnaider ha venduto almeno metà della proprietà di Midland nell'acciaieria di Zaporizhstal ad acquirenti finanziati dalla Vnesheconombank (ora VEB.RF) di proprietà statale russa, poi acquisita dalla banca di sviluppo.  Shnaider ha utilizzato i proventi della vendita per coprire parzialmente gli sforamenti dei costi della sua Trump Tower di Toronto.

### Trump Tower di Toronto
Shnaider ha collaborato con Donald Trump nella costruzione del Trump International Hotel and Tower, che si trova a Toronto. Il principale co-investitore di Alex Shnaider è stato l'imprenditore di giochi russo-canadese Val Levitan. Trump era un azionista di minoranza del progetto e la sua azienda possedeva il contratto di gestione della proprietà (la quota di minoranza e il contratto di gestione sono stati acquistati nel 2017, con la proprietà ribattezzata Adelaide Hotel Toronto). Nel 2007, Shnaider ha deciso di tenere per sé la suite dell'attico, per un valore stimato di 20 milioni di dollari.
Nel 2017, l'edificio e Shnaider è stato accusato di avere tenuto collegamenti chiave in una connessione finanziaria tra la Trump Tower e il governo russo.

## Investimenti sportivi

### Formula Uno
Nell'ottobre 2004, il gruppo Midland ha annunciato l'intenzione di entrare nelle corse automobilistiche di Formula 1 nel 2006, con l'intenzione di utilizzare una vettura costruita dal produttore italiano Dallara. Nel gennaio 2005 il gruppo ha cambiato i piani acquistando il team Jordan Grand Prix. Hanno mantenuto le vetture EJ15 con livrea gialla e hanno dichiarato che il 2005 sarebbe stato un anno di apprendimento. Con il nome di Midland F1 Racing, il team ha fatto il suo debutto con una vettura e una livrea nuove di zecca all'inizio della stagione 2006 di Formula Uno. Con questa squadra, Shnaider dichiarò la sua intenzione di portare il primo pilota russo in questo sport,  un'impresa non raggiunta fino all'ingresso di Vitalij Petrov in F1 con la Renault, tre anni dopo che Schnaider aveva venduto la squadra. Il 9 settembre 2006, il team è stato venduto alla Spyker Cars per 106,6 milioni di dollari.
Nel 2007, la squadra ha gareggiato come Spyker F1 e nel 2008 è stata venduta all'uomo d'affari indiano Vijay Mallya e rinominata Force India F1.
Dall'inizio della stagione 2008, la squadra è diventata nota come Force India ed è rimasta attiva fino al 2018, quando un gruppo di consorzi guidati da Lawrence Stroll ha acquistato la squadra nel 2018 a seguito di un crollo finanziario che ha costretto la Force India ad essere messa in amministrazione controllata. Dal 2018 al 2020 il team ha gareggiato sotto la bandiera della Racing Point. Nel 2021 la squadra è stata rinominata Aston Martin.